# Matthé Pronk
Matthé Pronk (né le 1er juillet 1974 à Warmenhuizen) est un coureur cycliste néerlandais, professionnel de 1999 à 2012.

## Biographie
Matthé Pronk est issu d'une famille de cycliste : son père Mattheus Pronk est champion national amateur sur piste à plusieurs reprises. Matthé Pronk est devenu champion des Pays-Bas de l'américaine en 2003 en faisant équipe avec son frère cadet Jos. Enfin, son cousin Bastiaan Giling est son coéquipier au sein de l'équipe Cycle Collstrop en 2008.
Il est passé professionnel en 1999. Il a ensuite rejoint Bankgiroloterij en 2003, puis en 2005 l'équipe MrBookmaker.com d'Hilaire Van der Schueren, à laquelle il est resté fidèle sous ses sponsors successifs. En 2011, il rejoint son ami Léon van Bon au sein de l'équipe Marco Polo. Il met un terme à sa carrière de coureur à l'issue de la saison 2012.

## Palmarès sur route

### Palmarès amateur
- 1997
  - 1re étape du Tour de la Région wallonne
  - Étoile du Brabant :
    - Classement général
    - 1re étape

  - Tour de Liège :
    - Classement général
    - 1re et 2e étapes
- 1998
  - 5e étape du Circuit des Mines
  - Classement général de l'Olympia's Tour
  - Internationale Wielertrofee Jong Maar Moedig
  - Tour du Limbourg
  - 4e étape du Tour de Seine-et-Marne
  - 2e du Tour de Seine-et-Marne

### Palmarès professionnel
- 2000
  - 2e du Mémorial Rik Van Steenbergen
- 2001
  - 3e du Tour du Piémont
  - 3e du Circuit Het Volk
- 2002
  - Grand Prix de la ville de Zottegem
  - 2e du Trofeo Calvia
- 2003
  - Nokere Koerse
  - Course des raisins
  - 2e du Tour de Hollande-Septentrionale
- 2004
  - Tour du Nord des Pays-Bas (ex æquo avec 21 coureurs)
- 2005
  - 2e de la Flèche hesbignonne

### Résultats sur les grands tours

#### Tour d'Italie
1 participation 
- 2000 : 110e

#### Tour d'Espagne
2 participations 
- 2001 : 56e
- 2009 : 124e

### Classements mondiaux
| Année                  | 2005 | 2006 | 2007 | 2008 | 2009 |
| ---------------------- | ---- | ---- | ---- | ---- | ---- |
| Calendrier mondial UCI |      |      |      |      | 266e |
| UCI Europe Tour        | 229e | 369e |      | 686e |      |

## Palmarès sur piste

### Championnats d'Europe
- 2006
  -  Médaillé d'argent de la course derrière derny
- 2007
  -  Champion d'Europe derrière derny
- 2008
  -  Champion d'Europe derrière derny
- 2009
  -  Médaillé d'argent de la course derrière derny

### Championnats nationaux
| - 1996 - Champion des Pays-Bas de scratch - 2e de l'américaine - 2001 - 3e de la course aux points - 2002 - 3e de la course aux points - 2003 - Champion des Pays-Bas de course aux points - Champion des Pays-Bas de l'américaine (avec Jos Pronk) - Champion des Pays-Bas derrière derny - 2e du scratch | - 2004 - 2e de la course aux points - 2011 - Champion des Pays-Bas de demi-fond - 2012 - Champion des Pays-Bas de demi-fond |